# Луциан Эренберга
Луциан Эренберга (лат. Lutjanus ehrenbergii) — вид лучепёрых рыб из семейства луциановых. Распространены в Индо-Тихоокеанской области. Максимальная длина тела 35 см.

## Таксономия и этимология
Впервые описан в 1854 году немецким натуралистом и зоологом Вильгельмом Петерсом (1815—1883) под научным названием Mesoprion ehrenbergii. Позднее перенесён в род Lutjanus. Видовое название дано в честь немецкого естествоиспытателя и зоолога Готфрида Эренберга (1795—1876).

## Описание
Тело веретенообразное, умеренно высокое, его высота укладывается 2,5—3,0 раз в стандартную длину тела. Рыло длинное и немного заострённое. Рот большой. Верхний профиль головы немного скошен. Предглазничная кость очень узкая, её ширина примерно в два раза меньше диаметра глаза. Предглазничные выемка и выпуклость развиты слабо. Есть зубы на сошнике, нёбе и языке; на сошнике расположены в форме треугольника со срединным выступом. На первой жаберной дуге 16—21 жаберных тычинок, из них 14—15 на нижней части (включая рудиментарные). В спинном плавнике 10 жёстких и 13—14 мягких лучей. В анальном плавнике 3 жёстких и 8—9 мягких лучей. Задний край спинного и анального плавников заострённый или немного закруглённый. В грудных плавниках 15—16 мягких лучей, окончания плавников доходят до анального отверстия. Хвостовой плавник усечённый или немного вогнутый. Над боковой линией ряды чешуй проходят параллельно к боковой линии.
Спина и верхняя часть тела тёмно-коричневые. Нижняя сторона тела и брюхо беловатые с серебристым оттенком. По нижней половине тела ниже боковой линии обычно проходят от 4-х до пяти узких жёлтых полос. На боку ниже задней части основания жёсткой части спинного плавника расположено большое чёрное пятно округлой формы.
Максимальная длина тела 35 см, обычно до 20 см.

## Биология
Морские бентопелагические рыбы. Обитают в прибрежных водах над коралловыми рифами на глубине от 5 до 20 м. Обычно образуют небольшие стаи. Могут заходить в пресную воду низовьев рек. Молодь обитает в приливной зоне над песчаными, илистыми или обломочными грунтами, иногда в манграх и эстуариях. Питаются мелкими рыбами и ракообразными.
Самки луциана Эренберга впервые созревают (50 % особей в популяции) при длине тела 20,4 см в возрасте 1,8 года, а самцы — при длине тела 19,9 см в возрасте 1,7 года. Нерестятся в Персидском заливе в апреле — июне. Продолжительность жизни — до 12 лет.

## Ареал
Широко распространены в Индо-Тихоокеанской области от Красного моря и Персидского залива вдоль восточного побережья Африки и по всему Индийскому океану. В Тихом океане встречаются до севера Австралии, Фиджи и Марианских и Соломоновых островов.

## Взаимодействие с человеком
Из-за небольших размеров представляют интерес только для местного промысла. Ловят ярусами, ловушками и жаберными сетями. Реализуются в свежем виде. Международный союз охраны природы присвоил этому виду охранный статус «Вызывающий наименьшие опасения».